# Mirko Koršič
Mirko Koršič, slovenski sabljač, pravnik, ekonomist, publicist, urednik in gospodarstvenik, * 18. januar 1914, Gorica, † 12. december 1981, Ljubljana.

## Življenje in delo
Rodil se je v družini odvetnika Mirka Koršiča in Cecilije Koršič, rojene Železnik, iz Škednja pri Trstu. Ljudsko šolo in klasično gimnazijo je obiskoval v rojstnem kraju, kjer je leta 1932 tudi maturiral. Istega leta se je družina preselila v Kraljevino Srbov, Hrvatov in Slovencev. V Ljubljani se je vpisal na Pravno fakulteto ter leta 1937 diplomiral, nato pa opravil še enoletni ekonomski tečaj. Po končanem študiju je bil z eno letno prekinitvijo, ko je v Mariboru služil vojaški rok, od avgusta 1938 do julija 1940 pripravnik pri notarju Pliberšku v Cerknici.
Koršič se je po končanem pripravništvu zaposlil v Direkciji za zunanjo trgovino v Beogradu. Ker je sodeloval s pripadniki narodnoosvobodilne borbe, ga je 24. decembra 1941 aretirala policija. Ko so ga marca 1942 izpustili iz zapora, je brez dokumentov preko Neodvisne države Hrvaške odpotoval proti Sloveniji. Pri prehodu hrvaško-slovenske meje so ga aretirali italijanski orožniki. Iz ljubljanskih zaporov so ga prepeljali v zapore v Castelfranco Veneto in nato v taborišče za civilne internirance v Manfredoniji pri Bariju in kasneje še v nekatera druga taborišča. Po kapitulaciji fašistične Italije je pobegnil iz taborišča in se prebil do zaveznikov. Novembra 1943 je prišel v zbirno taborišče
Narodnoosvobodilne vojske in partizanskih odredov Jugoslavije pri Bariju. Aprila 1944 je bil dodeljen Uradu za zvezo Narodnoosvobodilne vojske in partizanskih odredov Jugoslavije z zavezniški komandami v Neaplju za Srednji vzhod. Nato je bil s posebno zaupno nalogo z Edvardom Kocbekom poslan v Rim oziroma Vatikan. Oktobra 1944 je bil na lastno željo poslan v Slovenijo. V Glavnem štabu Narodnoosvobodilne vojske in partizanskih odredov Slovenije je do zavzetja Trsta delal kot vojni dopisnik v propagandnem oddelku. Ko so enote jugoslovanske armade v sklepnih bojih za osvoboditev Jugoslavije prišle v Trst, je Koršič postal namestnik komandanta Radia Trst A. 15. maja 1945 je bil demobiliziran in imenovan za direktorja Radia Trst. V Trstu je ostal do 30. novembra 1947, ko je bil premeščen na Vojno upravo jugoslovanske cone Svobodnega tržaškega ozemlja v Kopru, kjer je ostal do 31. marca 1948, ko so ga premestili v Občinski ljudski odbor Koper, kjer je ostal 15. februarja 1949. Po prenehanju službovanja na OLO Koper je skoraj šest let urejal slovensko redakcijo Radia Koper. Od 1. januarja 1955 pa je deloval v obalnem gospodarstvu in politiki. V začetku julija 1957 je bil imenovan za vršilca dolžnosti direktorja v podjetju Pristanišče Koper. Ko se mu je iztekel mandat, je bil v istem podjetju imenovan za pravnega svetnika, kar je ostal do upokojitve 1972.
Koršič se je specializiral za pomorsko pravo in bil soustvarjalec zakonodaje in ekonomije slovenskega in jugoslovanskega pomorstva. Bil je med ustanovitelji nove Luke Koper in sodeloval pri njeni ureditvi. Bil je glavni pobudnik pri uvajanju proste carinske cone v Kopru in stalni član skupine Društva za proučevanje napredka pomorstva v Jugoslaviji. Bil je tudi pobudnik za izdajo lista Gospodarstvo, pri katerem je sodeloval z dopisi. Leta 1975 je pri koprski založbi Lipa izdal knjigo Trideset let slovenskega pomorstva 1945-1975 (COBISS), ki je prvi zaokrožen pregled slovenskega pomorstva in priobalne dejavnosti. Zadnja leta življenja pa se je posvetil zbiranju podatkov o prekomorskih brigadah NOVJ v južni Italiji.
Koršič je za Kraljevino Jugoslavijo nastopil na Poletnih olimpijskih igrah 1936 v Berlinu, kjer je posamično in ekipno tekmoval v disciplini floret.